# 1960年-1989年の市町村合併
1960年-1989年の市町村合併（1960ねん-1989ねんのしちょうそんがっぺい）では1960年から1989年にかけて行われた日本の市町村合併の一覧を載せる。

## 1960年
- 1月1日
  - 岐阜県揖斐郡谷汲村+横蔵村=揖斐郡谷汲村（編入）
  - 岐阜県揖斐郡大野町+川合村=揖斐郡大野町（編入）
- 1月11日
  - 新潟県新潟市+西蒲原郡内野町=新潟市（編入）
  - 和歌山県東牟婁郡那智勝浦町+下里町+太田村=東牟婁郡那智勝浦町（編入）
- 1月20日
  - 新潟県西蒲原郡岩室村+和納村=西蒲原郡岩室村（新設）
- 3月31日
  - 愛媛県温泉郡中島町+睦野村=温泉郡中島町（編入）
  - 大分県東国東郡国見町+竹田津町=東国東郡国見町（新設）
- 4月1日
  - 群馬県富岡市+甘楽郡丹生村=富岡市（編入）
  - 石川県河北郡宇ノ気町+金津村=河北郡宇ノ気町（編入）
  - 山梨県中巨摩郡櫛形町+豊村=中巨摩郡櫛形町（編入）
  - 長野県下伊那郡遠山村+木沢村=下伊那郡南信濃村（新設）
  - 長野県更級郡村上村+埴科郡坂城町=埴科郡坂城町（編入）
  - 岐阜県多治見市+可児郡姫治村の一部=多治見市（編入）
  - 岐阜県可児郡可児町+姫治村の一部=可児郡可児町（編入）
  - 島根県平田市+八束郡伊野村=平田市（編入）
  - 岡山県笠岡市+小田郡北川村=笠岡市（編入）
  - 岡山県吉備郡高松町+真金町=吉備郡高松町（編入）
- 7月1日
  - 栃木県足利市+群馬県山田郡矢場川村（荒金・大町地区および矢場・植木野地区の一部）=栃木県足利市（県変更/境界変更）
  - 群馬県太田市+山田郡矢場川村（矢場・植木野地区の一部）=太田市（編入）
  - 福岡県久留米市+三井郡草野町=久留米市（編入）
- 8月1日
  - 山形県西置賜郡小国町+津川村=西置賜郡小国町（編入）
  - 大阪府和泉市+泉北郡信太村+八坂町=和泉市（編入）
  - 島根県松江市+八束郡大野村+秋鹿村=松江市（編入）
- 8月27日
  - 福岡県福岡市+早良郡金武村+糟屋郡和白町=福岡市（編入）
- 9月1日
  - 群馬県北群馬郡長尾村+白郷井村=北群馬郡子持村（新設）
  - 新潟県長岡市+三島郡二和村=長岡市（編入）
  - 熊本県阿蘇郡山西村+上益城郡河原村=阿蘇郡西原村（新設）
- 10月1日
  - 富山県富山市+上新川郡富南村+婦負郡和合町=富山市（編入）
  - 静岡県浜松市+浜名郡湖東村=浜松市（編入）
  - 静岡県掛川市+小笠郡三笠村=掛川市（編入）
- 11月1日
  - 静岡県田方郡中狩野村+上狩野村=田方郡天城湯ヶ島町（新設/町制）
  - 島根県周吉郡西郷町+中村=周吉郡西郷町（編入）

## 1961年
- 1月1日
  - 長野県西筑摩郡読書村+吾妻村+田立村=西筑摩郡南木曽町（新設/町制）
- 1月15日
  - 岡山県小田郡小田町+矢掛町=小田郡矢掛町（編入）
- 3月1日
  - 大阪府堺市+泉北郡福泉町=堺市（編入）
  - 熊本県八代市+八代郡龍峯村=八代市（編入）
- 3月31日
  - 長野県飯田市+下伊那郡川路村=飯田市（編入）
  - 長野県上伊那郡辰野町+小野村=上伊那郡辰野町（編入）
  - 高知県香美郡大宮町+在所村=香美郡香北町（新設）
- 4月1日
  - 北海道旭川市+上川郡永山町=旭川市（編入）
  - 長野県南佐久郡野沢町+中込町+北佐久郡浅間町+東村=佐久市（新設/市制）
  - 岐阜県岐阜市+山県郡三輪村=岐阜市（編入）
  - 福岡県福岡市+糸島郡周船寺村+元岡村+北崎村=福岡市（編入）
  - 熊本県八代郡下松求麻村+上松求麻村+葦北郡百済来村=八代郡坂本村（新設）
- 5月1日
  - 北海道札幌市+札幌郡豊平町=札幌市（編入）
- 6月1日
  - 新潟県新潟市+西蒲原郡赤塚村+中野小屋村=新潟市（編入）
  - 静岡県島田市+榛原郡初倉村=島田市（編入）
  - 愛知県知多郡内海町+豊浜町+師崎町+篠島村+日間賀島村=知多郡南知多町（新設）
- 6月10日
  - 新潟県西蒲原郡西川町+升潟村=西蒲原郡西川町（新設）
- 6月20日
  - 静岡県浜松市+浜名郡篠原村=浜松市（編入）
- 6月25日
  - 大阪府北河内郡四條畷町+田原村=北河内郡四條畷町（編入）
- 6月28日
  - 長野県塩尻市+東筑摩郡洗馬村=塩尻市（編入）
  - 大阪府寝屋川市+北河内郡水本村=寝屋川市（編入）
- 6月29日
  - 静岡県清水市+庵原郡興津町+小島村+両河内村+袖師町+庵原村=清水市（編入）
  - 長崎県西彼杵郡亀岳村+大串村=西彼杵郡西彼村（新設）
- 8月1日
  - 千葉県夷隅郡太東町+長者町=夷隅郡岬町（新設）
- 10月1日
  - 福井県福井市+吉田郡藤岡村=福井市（編入）
  - 琉球政府島尻郡糸満町+兼城村+高嶺村+三和村=島尻郡糸満町（新設）
- 12月15日
  - 愛媛県松山市+温泉郡小野村=松山市（編入）

## 1962年
- 1月1日
  - 広島県福山市+深安郡深安町=福山市（編入）
  - 長崎県長崎市+西彼杵郡茂木町+式見村=長崎市（編入）
- 4月1日
  - 新潟県十日町市+中魚沼郡水沢村=十日町市（編入）
  - 愛知県蒲郡市+宝飯郡形原町=蒲郡市（編入）
  - 大阪府堺市+南河内郡登美丘町=堺市（編入）
  - 愛媛県松山市+温泉郡石井村=松山市（編入）
  - 宮崎県西都市+児湯郡三財村+東米良村（銀鏡・上揚・中尾・八重・尾八重地区）=西都市（編入）
  - 宮崎県児湯郡東米良村（中之又地区）+木城村=児湯郡木城村（編入）
- 5月1日
  - 埼玉県川口市+北足立郡美園村（戸塚・差間・行衛地区）=川口市（編入）
  - 埼玉県浦和市+北足立郡美園村（大門・野田地区）=浦和市（編入）
- 6月1日
  - 石川県金沢市+河北郡森本町=金沢市（編入）
- 8月1日
  - 富山県西礪波郡石動町+砺中町=小矢部市（新設/市制）
  - 和歌山県有田市+海草郡初島町=有田市（編入）
- 10月1日
  - 青森県青森市+東津軽郡野内村=青森市（編入）
  - 栃木県足利市+足利郡坂西町+御厨町=足利市（編入）
- 10月15日
  - 愛知県岡崎市+碧海郡六ツ美町=岡崎市（編入）
- 10月20日
  - 山形県天童市+東村山郡豊栄村=天童市（編入）

## 1963年
- 1月1日
  - 神奈川県秦野市+中郡西秦野町=秦野市（編入）
  - 静岡県袋井市+周智郡山梨町=袋井市（編入）
- 2月10日
  - 福岡県若松市+八幡市+戸畑市+小倉市+門司市=北九州市（新設）
- 2月15日
  - 愛知県名古屋市+守山市=名古屋市（編入）守山区（新設）
- 3月10日
  - 大分県大分市+鶴崎市+大分郡大南町+大分町+北海部郡大在村+坂ノ市町=大分市（新設）
- 3月31日
  - 群馬県高崎市+群馬郡倉賀野町=高崎市（編入）
  - 愛媛県温泉郡中島町+西中島村=温泉郡中島町（編入）
- 4月1日
  - 群馬県太田市+新田郡宝泉村=太田市（編入）
  - 福井県福井市+丹生郡殿下村=福井市（編入）
  - 岐阜県岐阜市+本巣郡網代村=岐阜市（編入）
  - 岐阜県稲葉郡那加町+稲羽町+鵜沼町+蘇原町=各務原市（新設/市制）
  - 愛知県名古屋市+愛知郡鳴海町=名古屋市（編入）緑区（新設）
  - 愛知県蒲郡市+宝飯郡西浦町=蒲郡市（編入）
  - 三重県員弁郡大安町+石加村=員弁郡大安町（新設）
  - 奈良県桜井市+磯城郡大三輪町=桜井市（編入）
  - 福岡県飯塚市+嘉穂郡二瀬町+幸袋町+鎮西村=飯塚市（新設）
  - 宮崎県宮崎市+宮崎郡生目村=宮崎市（編入）
- 4月10日
  - 千葉県千葉市+千葉郡泉町=千葉市（編入）
- 4月18日
  - 栃木県小山市+下都賀郡間々田町+美田村=小山市（編入）
- 4月20日
  - 長崎県長崎市+西彼杵郡東長崎町=長崎市（編入）
- 4月22日
  - 鳥取県鳥取市+岩美郡津ノ井村=鳥取市（編入）
- 5月1日
  - 北海道空知郡音江村+雨竜郡深川町+一已村+納内村=深川市（新設/市制）
  - 千葉県市原郡市原町+五井町+姉崎町+市津町+三和町=市原市（新設/市制）
  - 東京都立川市+北多摩郡砂川町=立川市（編入）
  - 山口県山口市+吉敷郡大内町=山口市（編入）
- 8月15日
  - 北海道旭川市+上川郡東旭川町=旭川市（編入）
- 9月1日
  - 山形県鶴岡市+西田川郡大山町=鶴岡市（編入）
  - 愛知県小牧市+西春日井郡北里村（市之久田・小針入鹿新田・小針・小針巳新田・多気・小木・藤島地区）=小牧市（編入）
  - 愛知県西春日井郡北里村（薬師寺地区）+師勝町=西春日井郡師勝町（編入）
- 10月1日
  - 千葉県君津郡天羽町+峰上村=君津郡天羽町（新設）
- 12月1日
  - 群馬県太田市+山田郡毛里田村=太田市（編入）

## 1964年
- 1月1日
  - 福島県福島市+信夫郡飯坂町=福島市（編入）
- 3月1日
  - 愛知県豊田市+碧海郡上郷町=豊田市（編入）
- 3月31日
  - 長野県飯田市+下伊那郡千代村+竜江村+上久堅村=飯田市（編入）
- 4月1日
  - 長野県上伊那郡高遠町+河南村=上伊那郡高遠町（編入）
- 6月1日
  - 琉球政府石垣市+八重山郡大浜町=石垣市（編入）
- 8月1日
  - 東京都八王子市+南多摩郡由木村=八王子市（編入）
- 10月15日
  - 和歌山県田辺市+西牟婁郡牟婁町=田辺市（編入）
- 12月1日
  - 愛知県名古屋市+知多郡有松町+大高町=名古屋市緑区（編入）

## 1965年
- 4月1日
  - 富山県富山市+婦負郡呉羽町=富山市（編入）
  - 長野県伊那市+上伊那郡西春近村=伊那市（編入）
  - 宮崎県都城市+北諸県郡荘内町=都城市（編入）
- 4月15日
  - 鹿児島県川内市+薩摩郡高城町=川内市（編入）
- 5月1日
  - 福島県郡山市+安積郡安積町+三穂田村+逢瀬村+片平村+喜久田村+日和田町+富久山町+湖南村+熱海町+田村郡田村町=郡山市（新設）
- 7月1日
  - 静岡県浜松市+浜名郡庄内村=浜松市（編入）
- 8月1日
  - 福島県郡山市+田村郡西田村+中田村=郡山市（編入）
- 9月1日
  - 群馬県高崎市+群馬郡群南村=高崎市（編入）
  - 愛知県豊田市+碧海郡高岡町=豊田市（編入）
- 9月30日
  - 栃木県小山市+下都賀郡桑絹町=小山市（編入）

## 1966年
- 1月1日
  - 山口県徳山市+都濃郡都濃町=徳山市（編入）
- 2月10日
  - 富山県高岡市+東礪波郡中田町+西礪波郡戸出町=高岡市（編入）
- 5月1日
  - 北海道空知郡富良野町+山部町=富良野市（新設/市制）
  - 富山県富山市+中新川郡水橋町=富山市（編入）
  - 広島県松永市+福山市=福山市（新設）
- 6月1日
  - 福島県福島市+信夫郡信夫村+松川町=福島市（編入）
- 7月1日
  - 香川県高松市+木田郡山田町=高松市（編入）
- 10月1日
  - 福島県平市+常磐市+磐城市+内郷市+勿来市+石城郡遠野町+田人村+好間村+小川町+三和村+四倉町+川前村+双葉郡久之浜町+大久村=いわき市（新設）
  - 徳島県徳島市+板野郡応神村=徳島市（編入）
- 10月16日
  - 長野県長野市+篠ノ井市+更級郡川中島町+信更村+更北村+埴科郡松代町+上高井郡若穂町+上水内郡七二会村=長野市（新設）
- 11月1日
  - 静岡県吉原市+富士市+富士郡鷹岡町=富士市（新設）
- 11月3日
  - 宮崎県西諸県郡飯野町+加久藤町+真幸町=西諸県郡えびの町（新設）
- 12月1日
  - 北海道函館市+亀田郡銭亀沢村=函館市（編入）

## 1967年
- 1月1日
  - 新潟県北蒲原郡中条町+築地村=北蒲原郡中条町（編入）
  - 徳島県徳島市+名東郡国府町=徳島市（編入）
  - 徳島県鳴門市+板野郡大麻町=鳴門市（編入）
- 1月15日
  - 岡山県御津郡建部町+久米郡福渡町=御津郡建部町（新設）
- 2月1日
  - 福島県須賀川市+石川郡大東村=須賀川市（編入）
  - 大阪府布施市+枚岡市+河内市=東大阪市（新設）
  - 岡山県倉敷市+児島市+玉島市=倉敷市（新設）
  - 福岡県久留米市+三潴郡筑邦町=久留米市（編入）
- 3月1日
  - 北海道札幌市+札幌郡手稲町=札幌市（編入）
- 3月3日
  - 宮崎県都城市+北諸県郡中郷村=都城市（編入）
- 3月5日
  - 兵庫県姫路市+揖保郡林田町=姫路市（編入）
- 3月23日
  - 宮城県石巻市+牡鹿郡稲井町=石巻市（編入）
- 4月1日
  - 山形県東置賜郡赤湯町+宮内町+和郷村=南陽市（新設/市制）
  - 埼玉県入間市+入間郡西武町=入間市（編入）
  - 愛知県豊田市+西加茂郡猿投町=豊田市（編入）
  - 愛知県安城市+碧海郡桜井町=安城市（編入）
  - 三重県鈴鹿市+鈴鹿郡鈴峰村=鈴鹿市（編入）
  - 滋賀県大津市+滋賀郡堅田町+栗太郡瀬田町=大津市（編入）
  - 兵庫県加西郡北条町+加西町+泉町=加西市（新設/市制）
  - 福岡県久留米市+三井郡善導寺町=久留米市（編入）
  - 大分県宇佐郡駅川町+四日市町+長洲町+宇佐町=宇佐市（新設/市制）
- 4月3日
  - 長野県西筑摩郡福島町+新開村=西筑摩郡木曽福島町（新設）
- 4月29日
  - 鹿児島県鹿児島市+谷山市=鹿児島市（新設）
- 5月1日
  - 群馬県前橋市+勢多郡城南村=前橋市（編入）
- 5月17日
  - 福井県福井市+坂井郡川西町=福井市（編入）
- 7月30日
  - 福井県福井市+吉田郡森田町=福井市（編入）
- 8月1日
  - 島根県能義郡広瀬町+布部村=能義郡広瀬町（編入）
- 9月1日
  - 岐阜県大垣市+不破郡赤坂町=大垣市（編入）
- 10月1日
  - 千葉県市原市+市原郡南総町+加茂村=市原市（編入）
- 12月21日
  - 秋田県大館市+北秋田郡花矢町=大館市（編入）

## 1968年
- 3月1日
  - 北海道旭川市+上川郡神楽町=旭川市（編入）
- 4月1日
  - 静岡県沼津市+駿東郡原町=沼津市（編入）
  - 滋賀県彦根市+愛知郡稲枝町=彦根市（編入）
  - 鳥取県米子市+西伯郡伯仙町=米子市（編入）
- 10月1日
  - 福島県福島市+信夫郡吾妻町=福島市（編入）
- 10月25日
  - 愛媛県松山市+温泉郡久谷村=松山市（編入）
- 11月1日
  - 新潟県柏崎市+刈羽郡黒姫村=柏崎市（編入）

## 1969年
- 1月1日
  - 静岡県静岡市+安倍郡大河内村+梅ヶ島村+玉川村+井川村+清沢村+大川村=静岡市（編入）
- 2月18日
  - 岡山県岡山市+西大寺市=岡山市（編入）
- 3月1日
  - 島根県浜田市+那賀郡国府町=浜田市（編入）
- 4月1日
  - 愛知県知多郡上野町+横須賀町=東海市（新設/市制）
  - 熊本県鹿本郡植木町+田底村=鹿本郡植木町（編入）
  - 宮崎県西臼杵郡高千穂町+上野村=西臼杵郡高千穂町（編入）
- 7月15日
  - 千葉県千葉市+山武郡土気町=千葉市（編入）

## 1970年
- 4月1日
  - 北海道深川市+雨竜郡多度志町=深川市（編入）
  - 長野県上田市+小県郡塩田町=上田市（編入）
  - 愛知県豊田市+東加茂郡松平町=豊田市（編入）
  - 広島県尾道市+御調郡向東町=尾道市（編入）
- 7月1日
  - 福井県大野市+大野郡西谷村=大野市（編入）
- 8月1日
  - 琉球政府国頭郡羽地村+屋我地村+屋部村+名護町+久志村=名護市（新設/市制）
- 9月28日
  - 千葉県君津郡小櫃村+上総町+君津町+小糸町+清和村=君津郡君津町（新設）
- 11月1日
  - 石川県羽咋郡高浜町+志賀町=羽咋郡志賀町（新設）
  - 熊本県熊本市+飽託郡託麻村=熊本市（編入）
  - 熊本県葦北郡葦北町+湯浦町=葦北郡芦北町（新設）

## 1971年
- 1月1日
  - 愛媛県周桑郡壬生川町+三芳町=周桑郡東予町（新設）
- 1月8日
  - 岡山県岡山市+御津郡一宮町+津高町+吉備郡高松町=岡山市（編入）
- 3月2日
  - 北海道旭川市+上川郡東鷹栖町=旭川市（編入）
- 3月8日
  - 岡山県岡山市+都窪郡吉備町+妹尾町+福田村=岡山市（編入）
  - 岡山県倉敷市+都窪郡庄村=倉敷市（編入）
- 3月31日
  - 千葉県安房郡江見町+長狭町+鴨川町=鴨川市（新設/市制）
- 4月1日
  - 北海道滝川市+空知郡江部乙町=滝川市（新設）
  - 神奈川県小田原市+足柄下郡橘町=小田原市（編入）
  - 岡山県和気郡備前町+三石町=備前市（新設/市制）
  - 広島県広島市+安佐郡沼田町=広島市（編入）
- 4月5日
  - 福岡県福岡市+糟屋郡志賀町=福岡市（編入）
- 4月25日
  - 千葉県君津郡富津町+大佐和町+天羽町=富津市（新設）
- 4月29日
  - 新潟県高田市+直江津市=上越市（新設）
- 4月30日
  - 長野県須坂市+上高井郡東村=須坂市（編入）
- 5月1日
  - 新潟県柏崎市+刈羽郡北条町=柏崎市（編入）
  - 岡山県岡山市+上道郡上道町+児島郡興除村+吉備郡足守町=岡山市（編入）
- 5月20日
  - 広島県広島市+安佐郡安佐町=広島市（編入）
- 9月1日
  - 福井県福井市+足羽郡足羽町=福井市（編入）
- 9月10日
  - 千葉県木更津市+君津郡富来田町=木更津市（編入）
- 11月1日
  - 琉球政府国頭郡上本部村+本部町=国頭郡本部町（編入）
- 11月3日
  - 千葉県君津郡袖ヶ浦町+平川町=君津郡袖ヶ浦町（新設）

## 1972年
- 2月1日
  - 高知県高知市+長岡郡大津村+介良村=高知市（編入）
- 4月1日
  - 岩手県二戸郡福岡町+金田一村=二戸市（新設/市制）
  - 秋田県鹿角郡花輪町+十和田町+尾去沢町+八幡平村=鹿角市（新設/市制）
  - 広島県広島市+安佐郡可部町=広島市（編入）
- 4月22日
  - 岡山県総社市+吉備郡昭和町=総社市（編入）
- 5月1日
  - 千葉県茂原市+長生郡本納町=茂原市（新設）
  - 岡山県倉敷市+都窪郡茶屋町=倉敷市（編入）
- 8月27日
  - 広島県広島市+安佐郡祇園町=広島市（編入）
- 10月20日
  - 大阪府泉南郡南海町+東鳥取町=泉南郡阪南町（新設）

## 1973年
- 2月1日
  - 三重県津市+安芸郡豊里村=津市（編入）
- 3月20日
  - 広島県広島市+安芸郡瀬野川町+安佐郡安古市町+佐東町+高陽町=広島市（編入）
- 3月31日
  - 長崎県長崎市+西彼杵郡三重村=長崎市（編入）
- 4月1日
  - 埼玉県深谷市+大里郡豊里村=深谷市（編入）
  - 長野県上田市+小県郡川西村=上田市（編入）
  - 静岡県小笠郡城東村+大浜町=小笠郡大東町（新設）
- 10月22日
  - 広島県広島市+高田郡白木町=広島市（編入）
- 12月1日
  - 北海道函館市+亀田市=函館市（編入）

## 1974年
- 3月20日
  - 岡山県玉野市+児島郡東児町=玉野市（編入）
- 4月1日
  - 広島県福山市+芦品郡芦田町=福山市（編入）
  - 愛媛県宇和島市+北宇和郡宇和海村=宇和島市（編入）
  - 沖縄県コザ市+中頭郡美里村=沖縄市（新設）
- 4月20日
  - 広島県賀茂郡西条町+八本松町+志和町+高屋町=東広島市（新設/市制）
- 5月1日
  - 長野県松本市+東筑摩郡本郷村=松本市（編入）
- 11月1日
  - 広島県広島市+安芸郡安芸町+熊野跡村=広島市（編入）

## 1975年
- 2月1日
  - 広島県福山市+深安郡加茂町+芦品郡駅家町=福山市（編入）
  - 広島県府中市+芦品郡協和村=府中市（編入）
- 3月1日
  - 福岡県福岡市+早良郡早良町=福岡市西区（編入）
- 3月20日
  - 広島県広島市+安芸郡船越町+矢野町=広島市（編入）
- 3月28日
  - 兵庫県多紀郡篠山町+城東町+多紀町=多紀郡篠山町（新設）
- 5月1日
  - 岡山県岡山市+児島郡藤田村=岡山市（編入）

## 1979年
- 2月1日
  - 兵庫県加古川市+印南郡志方町=加古川市（編入）

## 1984年
- 12月1日
  - 長野県飯田市+下伊那郡鼎町=飯田市（編入）

## 1985年
- 3月20日
  - 広島県広島市+佐伯郡五日市町=広島市（編入）佐伯区（新設）

## 1987年
- 4月1日
  - 岐阜県揖斐郡藤橋村+徳山村=揖斐郡藤橋村（編入）
- 11月1日
  - 宮城県仙台市+宮城郡宮城町=仙台市（編入）
- 11月30日
  - 茨城県新治郡桜村+筑波郡谷田部町+豊里町+大穂町=つくば市（新設/市制）

## 1988年
- 1月31日
  - 茨城県つくば市+筑波郡筑波町=つくば市（編入）
- 3月1日
  - 宮城県仙台市+泉市+名取郡秋保町=仙台市（編入）